# Tour Défense 2000
Tour Défense 2000, este o clădire rezidențială din districtul financiar La Défense din orașul francez Puteaux.
Acest turn este cea mai înaltă clădire rezidențială din Franța. Această clădire are 47 de etaje și 370 de apartamente pentru o populație de aproximativ 900 de persoane. Grădinița ocupă parterul. 